# NGC 1033
NGC 1033 este o galaxie spirală situată în constelația Balena. A fost descoperită în 1886 de către Francis Leavenworth. Se află la o distanță de 103,28 megaparseci de Pământ.